# 옵신
동물 옵신 (animal opsin)은 G-단백질 결합 수용체이며 발색단(chromophore. 일반적으로 레티날)을 통해 빛에 민감하게 만들어진 단백질 그룹이다. 레티날에 결합하면 옵신은 레티닐리덴 단백질(retinylidene protein)이 되지만 일반적으로 여전히 옵신이라고 불린다. 가장 두드러지게 이들은 망막의 광수용체 세포에서 발견된다. 다섯 가지 고전적인 옵신 그룹이 시각에 관여하며, 시각 변환 단계(visual phototransduction)의 첫 번째 단계인 빛의 광자를 전기화학적 신호로 변환하는 과정을 중재한다. 포유류 망막에서 발견되는 또 다른 옵신인 멜라놉신은 일주기 리듬과 동공 반사에 관여하지만 시력에는 관여하지 않는다. 인간에게는 총 9개의 옵신이 있다. 시력과 빛 인식 외에도 옵신은 온도, 소리 또는 화학 물질을 감지할 수도 있다.

## 같이 보기
- 시각 광변환(visual phototransduction)
- 척추동물 시각 옵신
- 로돕신
- 멜라놉신
- 내재적인 감광성 망막 신경절 세포(intrinsically photosensitive retinal ganglion cell)